# Cardamine pratensis subsp. pratensis
Cardamine pratensis subsp. pratensis é uma subespécie de planta com flor pertencente à família Brassicaceae. 
A autoridade científica da subespécie é L., tendo sido publicada em Sp. Pl. 656 (1753).
Os seus nomes comuns são agrião-dos-prados, cardamina, cardamina-dos-prados ou enxadreia.

## Portugal
Trata-se de uma subespécie presente no território português, nomeadamente em Portugal Continental e no Arquipélago dos Açores.
Em termos de naturalidade é nativa de Portugal Continental e introduzida no Arquipélago dos Açores.

## Protecção
Não se encontra protegida por legislação portuguesa ou da Comunidade Europeia.